# Rinspeed Splash

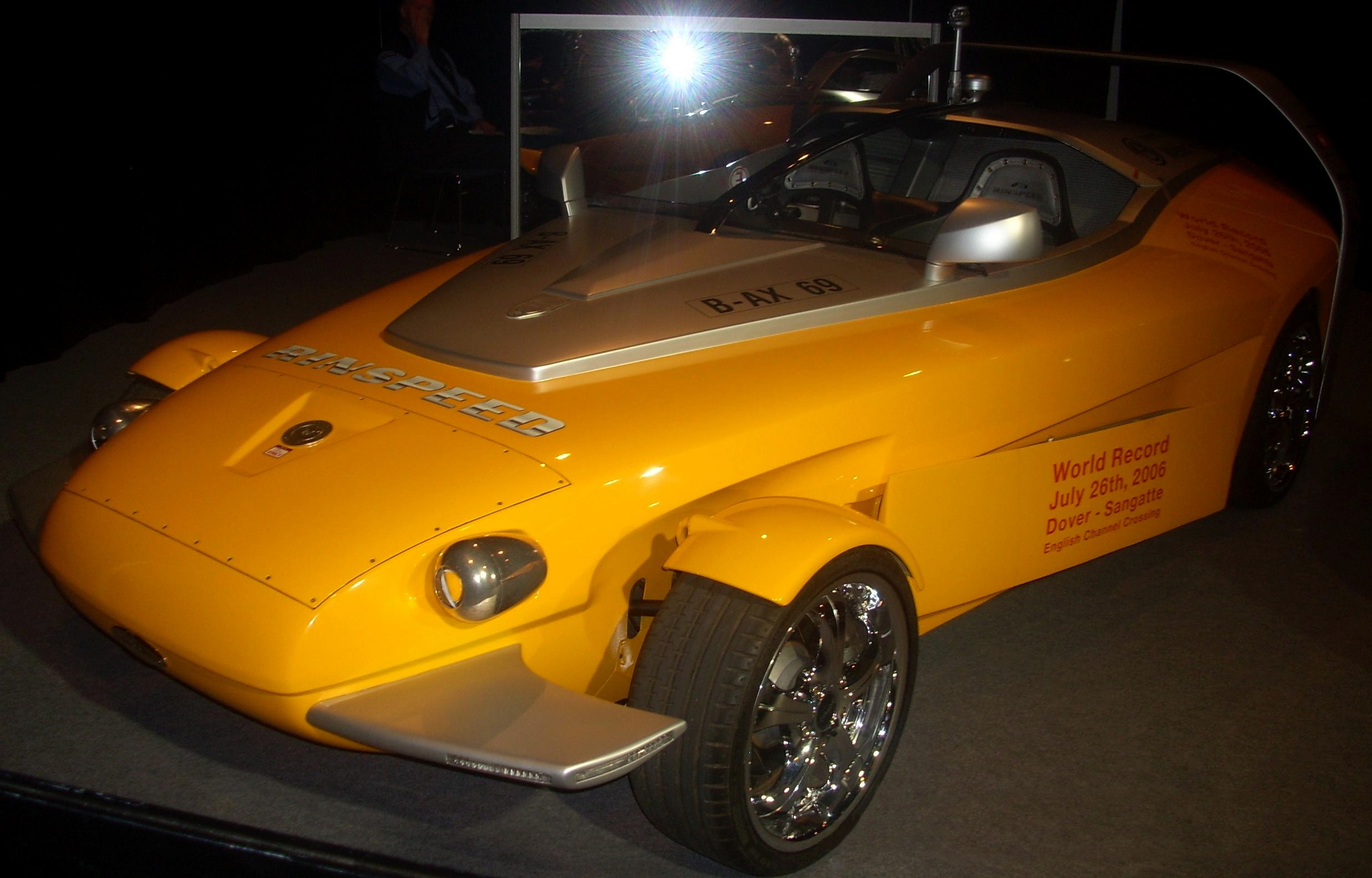
Rinspeed Splash

Rinspeed Splash är ett fordon som tillverkas av det schweiziska företaget Rinspeed. Fordonet färdades över Engelska kanalen år 2006 och satte därmed hastighetsrekort för amfibiefordon (svävare undantaget).